# بوهدان لیتوینکو
بوهدان لیتوینکو (اوکراینی: Богдан Анатолійович Литвиненко؛ زادهٔ ۱۰ فوریهٔ ۲۰۰۳) بازیکن فوتبال اهل اوکراین است.